# Rozdružovač balíků
Rozdružovač balíků (rozdružovač balíků slámy) je zařízení pro rozrušení balíků na jednotlivá stébla. Rozdružovaným materiálem může být sláma nebo energetické byliny. Technologicky se vkládají do linek, sestávající např. z dopravníku na balíky slámy, rozdružovače a drtiče slámy.
Rozdružovače balíků jsou dodávány různými výrobci.